# 2021年10月逝世人物列表
2021年逝世人物列表：1月 - 2月 - 3月 - 4月 - 5月 - 6月 - 7月 - 8月 - 9月 - 10月 - 11月 - 12月
2021年10月逝世人物列表，是用于汇总2021年10月期间逝世人物的列表。

## 依日期排序

### 31日
- 石天，72岁，香港演员、电影导演及制作人，新藝城電影公司創立者之一。[1]
- 張國棟，92歲，台灣演員，死於胰臟癌。[2]
- 崔健，53岁，中国广播电视节目主持人，在杭州广播电视台主持节目，死於突发心脏病。[3]
- 陳哲芳，81歲，台湾企业家，耐斯集團總裁，心肌梗塞辭世。[4]
- 周云亮，89岁，中国京剧表演艺术家，江苏省京剧院演员，病逝。[5]
- 达善星（Darshan Singh），89岁，新加坡资深监狱死刑执行官，死於 Covid-19。[6]
- 杨俊勇，57岁，中国男演员，曾出演《红楼梦》、《三国演义》等，死於突发心脏病。[7]
- 凯瑟琳·蒂泽德女爵士（英語：Dame Catherine Tizard），90歲，新西蘭政治人物，總督（1990年－1996年）。[8]
- 娜蒂雅·迪恩（英語：Nadya Dean），27岁，新加坡音乐人、饶舌歌手，于产下次子半个月后死于孕妇出现高血压所引发的子痫（一种癫痫）。[9]
- 安德烈·普拉姆（俄語：Андрей Плам），58歲，俄羅斯外交官，2019年10月起任職驻岘港总领事。[10][11]
- 钱永昌，88岁，中国政治人物，中华人民共和国交通部部长（1985年－1991年）。[12]

### 30日
- 歐鴻鍊，81歲，中華民國外交官，外交部部長（2008-2009年）。[13]
- 簡明仁，70歲，台灣企業家，樂天銀行董事長，病逝。[14]
- 蔡憶凡，26歲，台灣音樂人，樂團「草東沒有派對」鼓手（遺體發現日期），自殺身亡。[15]
- 伊戈尔·列昂尼多维奇·基里洛夫（俄語：И́горь Леони́дович Кири́ллов），89岁，苏联功勋级播音员，苏联和俄罗斯著名新闻导播，因2019冠状病毒病去世。[16]
- 阿多·坎佩尔（義大利語：Ado Campeol），93岁，意大利餐飲家，特雷维索市乐贝奇里（Le Beccherie）餐厅老板、提拉米苏之父。[17]

### 29日
- 普尼夫·拉傑庫馬爾（英语：Puneeth Rajkumar），46岁，印度演员，心肌梗死。[18]
- 林俊梧，68歲，台灣政治人物，南投市第五届市長和前南投縣府社會處長，病逝。[19]
- 克莱芒·穆安巴（法語：Clément Mouamba），77岁，刚果共和国政治人物，总理（2016年-2021年）。[20]
- 夏建新，93岁，中国内燃机研究者，原上海铁道学院院长[21]。
- 太田淑子（日語：太田 淑子），89歲，日本聲優，《哆啦A夢》大雄配音員，死于心力衰竭。[22]

### 28日
- 赵汝德，61岁，香港漫画主笔、《龙虎门》前主编，死於肝癌。[23]

### 27日
- 刘拓，31岁，中国考古学家，北京大学考古文博学院博士、兰州文理学院旅游学院副教授，坠崖身亡。[24]
- 吴锡军，89岁，中国政治人物，江苏省人民政府原副省长、江苏省人大常委会原副主任、江苏省红十字会原会长。[25]
- 鲍勃·费里（英語：Bob Ferry），84岁，美国职业篮球运动员。[26]
- 村山宏，58歲，日本資深傳媒人，日本經濟新聞社編輯委員，記者。心律不正。[27]

### 26日
- 盧泰愚（韓語：노태우），88岁，韩国政治人物，韩国第13任总统（1988年至1993年），病逝。[28]
- 沃尔特·史密斯（英語：Walter Smith），73岁，苏格兰足球运动员、教练。[29]
- 草原公主（原名：格根珠拉），24岁，中國網紅，遭男友殺害。[30]

### 25日
- Huey Haha，22歲，美國網紅。[31]
- 付国豪，30岁，中國《環球時報》前記者，病逝。[32]

### 24日
- 葛秦生，104岁，中国医学家，北京协和医院妇产科教授、博士研究生导师。[33]
- 詹姆斯·邁克爾·泰勒（英语：James Michael Tyler），59歲，美國演員，死于前列腺癌。[34]
- 韩禹峥（艺名：韩喜承），23岁，中国相声演员，北京喜笑会演员，疑死于自杀。[35]
- 赵广玉，91岁，中国政治人物，石家庄市中级人民法院原院长。[36]
- 刘异云，102岁，中国政治人物，中共辽宁省委原宣传部部长。[37]
- 邓忠德，106岁，中国老红军，病逝。[38]
- 李國雄，81歲，台灣藥學家，曾長期任職美國北卡羅萊納州立大學藥學院教授，美國生藥學會會士，中央研究院第21屆院士。[39]
- 韓伽倻（德語：Kaya Han），63歲，韓裔德國鋼琴家、卡尔斯鲁厄音乐学院教授。[40]

### 23日
- 马玛特·哈立德，58岁，马来西亚演员、导演兼编剧，曾获刘德华投资拍电影。疑死于心脏病。[41]
- 卢传国，79岁，中国政治人物，原宁夏回族自治区体育运动委员会党组书记。[42]
- 郭洙霜，90岁，馬來西亞企業家，合成工业有限公司创办人兼集团董事经理。[43]
- 火华（原名：郑桂富），80岁，中国词作者，代表作《美丽的草原我的家》。[44]
- 刘宝山，90岁，中国武术家，河南省武术协会副主席，少林塔沟武术学校创始人。[45]
- 亚历山大·弗拉基米罗维奇·罗戈日金（俄語：Александр Владимирович Рогожкин），72岁，俄罗斯电影导演、编剧。[46]

### 22日
- 朱高正，67歲，台灣政治人物，曾任四屆立法院立法委員，被稱為「民主戰艦」，死於大腸癌。[47]
- 郑绍雄，84歲，新加坡企業家，曾任邮政储蓄银行总裁，1970年代推动该银行成为新加坡首家电脑化银行。死於2019冠狀病毒病。[48]
- 亚历克斯·基尼奥内斯（西班牙語：Álex Quiñónez），32歲，厄瓜多短跑運動員，在瓜亞基爾（Guayaquil）遭槍擊身亡。[49]
- 唐月瑛，87岁，中国越剧表演艺术家、上海越剧院演员，徐玉兰的大弟子。[50]

### 21日
- 陳大中，71歲，中國資深演員，曾出演《康熙王朝》、《鐵齒銅牙紀曉嵐》等，病逝。[51]
- 哈里娜·哈欽斯（英語：Halyna Hutchins），42歲，美國電影攝影指導，拍片時遭演員亞歷克·鮑德溫（Alec Baldwin）誤擊身亡。[52]
- 伯纳德·海廷克（荷蘭語：Bernard Haitink），92岁，荷兰指挥家。[53]
- 鹿野道彦（日語：鹿野 道彦），79岁，日本政治人物，前众议院议员、农林水产大臣。[54]
- 杉本沙織（日語：杉本 沙織），58歲，日本聲優，代表作《可愛巧虎島》牧場來夢鈴，死于厌食症引发的心脏衰竭。[55]
- 徐光春，77歲，河南省委原書記、河南省人大常委會原主任。[56]

### 20日
- 米哈里·契克森（匈牙利語：Csíkszentmihályi Mihály），87岁，匈牙利裔美国心理学家，心流理论提出者。[57]

### 19日
- 李志俊，64歲，台灣棒球運動員，1984年洛杉磯奧運國手，因膽囊癌病逝。[58]
- 马秀英，99岁，中国人，南京大屠杀幸存者。[59]

### 18日
- 陳柔縉，57歲，台灣記者、專欄作家，曾獲金鼎獎，《大港的女兒》作者，因交通事故身亡。[60]
- 克林·鮑威爾（英語：Colin Luther Powell），84歲，第65任美國國務卿（2001-2004），死於2019冠狀病毒病引發的併發症[61]。
- 雅诺什·科尔奈（匈牙利語：Kornai János），93岁，匈牙利经济学家，匈牙利科学院院士、瑞典科学院院士。[62]
- 艾迪塔·葛贝洛娃，74岁，斯洛伐克女高音歌唱家。[63]
- 许勤，93岁，中國政治人物，江西省人大常委会原主任、党组书记，因病逝世[64]。

### 17日
- 根纳季·戈尔布诺夫（俄語：Геннадий Горбунов），75岁，俄罗斯政治人物，俄罗斯联邦委员会议员（2001年—2016年）。[65]
- 陈章太，89歲，中国语言学家。[66]
- 飯島敏宏（日語：飯島 敏宏），89歲，日本導演、編劇，「巴爾坦星人之父」，代表作《超人力霸王》。[67]
- 汪德迈（法语：Léon Vandermeersch），93岁，法国汉学家，法国远东学院前院长、法兰西文学院通讯院士。[68]
- 高山秀男（日語：高山 秀男），51歲，日本職業摔角選手。[69]

### 16日
- 楊四海，86歲，台灣政治人物，前國策顧問、民主進步黨創黨元老，因心肌梗塞驟逝。[70]
- 小野浩（日语：小野浩 (ゲームクリエイター)），64歲，日本遊戲開發者，「Mr.Dotman」、「像素藝術之神」。[71]

### 15日
- 爵士，69歲，英國政治人物，下議院議員，遇刺身亡。[72]
- 许保玖，102岁，中国水利工程學者，清华大学环境学院教授、博士生导师。[73]
- 巴桑·张希恩，60岁，泰国男演员、歌手。[74]
- 乔安娜·卡梅隆（英语：Joanna Cameron），70岁，美国女演员和模特，代表作为《以希斯（英语：The Secrets of Isis）》，死于中风并发症[75][76]。

### 14日
- 李完九（韓語：이완구），71岁，韩国政治人物，韩国国务总理（2015年2月16日-2015年4月27日），死於血癌。[77]
- 王一飛，87岁，台灣警界人物，曾任內政部消防署首任署長、臺灣省政府警政廳廳長。[78]
- 森山真弓（日語：森山 真弓），93歲，日本政治人物，首位女性內閣官房長官。[79]

### 13日
- 江迅，74歲，香港作家、亞洲週刊副總編輯。[80]
- 洛桑，79岁，中国政治人物，青海省人大常委会原副主任。[81]
- 史锁芳，59岁，中國醫學家，江苏省中医院主任中医师、南京中医药大学教授、博士研究生导师，死於突发疾病。[82]
- 阿格妮丝·蒂罗普（英語：Agnes Jebet Tirop），25岁，肯尼亚长跑运动员，遭丈夫杀害。[83]
- 楊祥太，99歲，中國天主教永年教區主教[84]。
- 黃純德，65歲，台灣政治人物，曾任苗栗縣造橋鄉鄉長。[85]
- 山本文緒（日語：山本 文緒），58歲，日本小說家，死於胰臟癌[86]。

### 12日
- 布赖恩·戈德纳（英語：Brian Goldner），58歲，美國商人和製片人，孩之宝CEO（2008年-2021年），死於前列腺癌。[87]
- 郎定常，56岁，中国企业家、白酒专家，宜宾五粮液集团有限公司独立董事，死於突发疾病。[88]
- 盧逸，71歲，香港演員、香港理工大學認知神經科學研究員，代表作為《死亡塔》、《蛇形刁手》。[89]
- 王占生，88岁，中国给水排水技术专家，清华大学环境学院教授。[90]
- 弗拉基米尔·马尔金，64歲，俄罗斯联邦检察院侦查委员会首位發言人。[91]
- 藤井大誠，年紀不詳，日本動畫師。[92]

### 11日
- 夏家骏，84岁，中国教育家、历史学家，中国政法大学教授。[93]
- 徐城北，79岁，中国文化史学家，中国艺术研究院戏曲研究所研究员、中国作家协会会员、北京大学兼职教授。[94]
- 阳忠恕，93岁，中國政治人物，第八届全国人大常委会委员，第七届、九届全国政协常委，曾任中国民主建国会湖南省委会主委，湖南省政协副主席[95]

### 10日
- 阿卜杜勒·卡迪尔·汗，85岁，巴基斯坦核科学家，被誉为“巴基斯坦核弹之父”。[96]
- 欧世鸿，92岁，新加坡艺术家，曾受聘为北京清华大学美术学院客座教授，病逝。[97]
- 露西·湯普森（英语：Ruthie Tompson），111歲，美國迪士尼動畫製作人，曾參與美國影史上首部動畫電影《白雪公主》製作[98]。
- 醍醐敏郎（日语：醍醐敏郎），95歲，日本柔道選手。[99]
- 凌萝达，100岁，中国妇产科学专家，重庆医科大学附属第二医院妇产科主任。[100]

### 9日
- 阿布-哈桑·巴尼萨德尔（波斯語：ابوالحسن بنی‌صدر），88岁，伊朗伊斯兰共和国首任总统。[101]
- 赵余放，83岁，中国家畜传染病专家，西北农林科技大学动物医学院教授。[102]
- 常香玲，94岁，中国豫剧表演艺术家，一级演员、中国戏剧家协会会员，常香玉的妹妹。[103]
- 王玉龄，94岁，中華民國國民革命軍將領张灵甫的第4任妻子。[104]
- 袁泉芳，65岁，新加坡执业医生、365防癌教育协会执委会荣誉助理秘书，死於COVID-19。[105]

### 8日
- 張永祥，91歲，台灣電影編劇，曾獲頒金馬獎終身成就獎，在洛杉矶病逝。[106]
- 星野敬太郎（日语：星野敬太郎），52歲，日本拳擊選手。[107]

### 7日
- 陈文新，95岁，中国土壤微生物学家，中国科学院院士，中国近代革命家陈章甫之女。[108]
- 李凤洲，82岁，中国人民解放军中将。[109]
- 蒋春亮，33岁，中国演员和导演，代表作《烈火英雄》、《四大名捕》等。[110]
- 詹姆斯·布鲁克肖尔（英語：James Brokenshire），53岁，英国政治人物，曾任安全和移民国务大臣及北爱尔兰事务大臣。[111]

### 5日
- 拿督尤瑞慶，53歲，馬來西亞華裔商人，房地產企業EWEIN集團執行主席，墜樓身亡。[112]
- 叶可明，84岁，中国建筑与土木工程专家，中国工程院院士。[113]
- 林明穱，103歲，臺灣企業家，東元電機創始股東之一偕林波士的胞妹，有「東元阿嬤」之稱。[114]
- 杰里·希普（英語：Jerry Shipp），86岁，美国篮球运动员，1964年夏季奥运会男子金牌得主。[115]

### 4日
- 南文哲（朝鲜语：남문철），49歲，南韓演員，代表作《六龍飛天》、《太陽的後裔》等，因大腸癌病逝。[116]
- 李正名，90岁，中国化学家，南开大学元素有机化学国家实验室讲席教授、中国工程院院士。[117]
- 吴洁，44岁，中国广播電視節目主持人，在重庆电视台主持節目，死於癌症。[118]

### 3日
- 周洁，59岁，中国舞蹈家、演员，代表作《杨贵妃》，因病医治无效在美国休斯敦病逝。[119]
- 丹·彼得雷斯庫（羅馬尼亞語：Dan Petrescu），68歲，羅馬尼亞富豪，死於空難。[120]
- 貝爾納·塔皮，78歲，法國政治人物，商人，藝人。1990年代擔任法國城市事務部長及國會議員。法國馬賽足球俱樂部的主席（1986年-1994年）。死於胃癌。[121]
- 乔治·梅迪纳（西班牙語：Jorge Medina），94岁，智利籍天主教司铎级枢机，聖座禮儀及聖事部（英语：Congregation for Divine Worship and the Discipline of the Sacraments）榮休部長。[122]
- 陶德·艾金（英語：Todd Akin），74岁，美国政治人物，众议院议员（2001年-2013年）。[123]

### 2日
- 王中生（译音，Michael Ong Teong Seng），74岁，新加坡花艺师（早年被港星周润发、英女王及各国政要指定提供服务），死於 Covid-19。[124]
- 杨德波，34岁，中国企业家，上海永冠众城新材料科技股份有限公司董事、副总经理兼董事会秘书，溺水身亡。[125]
- 鄭慧敏，57歲，滙豐集團總經理，曾任恒生銀行副董事長兼行政總裁 [126]

### 1日
- 張昇平，76歲，台灣婦產科醫生，1985年4月接生臺灣首名試管嬰兒，被譽為「試管嬰兒之父」。[127]
- 张涵信，85岁，中国科学院院士，空气动力学家，原总装备部第二十九试验训练基地副总工程师，病逝。[128]
- 杨奇，99岁，粤港报人，參與創辦《南方日报》《羊城晚报》，曾任新華社香港分社宣傳部部長、秘書長，《大公報》社長。[129]
- 张旭东，58岁，中国人民解放军上将，中央军委战略规划委员会上将专职委员，曾任西部战区司令员，病逝。[130]